# Holocolax longisetus
Holocolax longisetus is een eenoogkreeftjessoort uit de familie van de Bomolochidae. De wetenschappelijke naam van de soort is voor het eerst geldig gepubliceerd in 1982 door Cressey.